# 6. Sinfonie (Mjaskowski)
Die Sinfonie in es-Moll op. 23 ist die sechste Sinfonie des Komponisten Nikolai Jakowlewitsch Mjaskowski.

## Entstehungsgeschichte
Nach Abschluss der vierten und fünften Sinfonie beschäftigte Mjaskowski sich zunächst wieder mit der Arbeit an der Oper Der Idiot (Dostojewski). 1918 war die politische Lage in Sankt Petersburg aber zu riskant geworden und mit der Verlegung der Regierungsstellen nach Moskau siedelte auch Mjaskowski im Herbst um. Im gleichen Jahr ereilten Mjaskowski persönliche Schicksalsschläge: Erst starb sein Vater und kurze Zeit später der promovierte Regimentsarzt A. M. Rewidzew, der ein enger Freund Mjaskowskis gewesen war und mit ihm an der Front gekämpft hatte.
In Moskau wohnte er zunächst bei dem Ehepaar Derschanowski, bevor er sich im Januar 1919 eine eigene Wohnung leisten konnte. Laut J. Derschanowskaja kam ihm dort nach einem Besuch des Malers Lopatinski das erste Mal der Gedanke an eine neue Sinfonie. Lopatinski war es auch, der Mjaskowski die französischen Revolutionslieder Carmagnole und Ça ira vortrug, die der Komponist später in der Sinfonie verwendete. In dieser Zeit war die politische und gesellschaftliche Lage in Russland sehr angespannt und es mangelte so gut wie an allem, was auch Mjaskowski direkt zu spüren bekam: Es war kaum genug Papier vorhanden und eine Musikkultur gab es in Moskau bisher fast nicht. Deshalb war Mjaskowski bemüht, eine solche mitaufzubauen und so wurde er 1921 Kompositionslehrer am Moskauer Konservatorium, eine Stelle, die er die nächsten 30 Jahre innehaben sollte und die ihm den Ruf eines hervorragenden Pädagogen einbrachte. In Moskau konnte Mjaskowski die Oper letztendlich nicht zu Ende schreiben, und er widmete sich einem neuen Projekt: Seiner sechsten Sinfonie, mit deren Komposition er Anfang 1921 begann.
Die erste Erwähnung der Sinfonie datiert allerdings schon aus dem Jahr 1914, als Mjaskowski in einer Notiz Planungen zu einer „grandiose[n]“ Sinfonie vermerkte. Diese Sinfonie sollte den Titel „Kosmogonie“ tragen, was für die spätere sechste Sinfonie jedoch nicht zutrifft. Ob es sich dabei wirklich um Pläne für die sechste Sinfonie handelt, ist ungeklärt, da der Erste Weltkrieg eine Pause im Schaffen Mjaskowskis erzwang. In der Sinfonie verarbeitete Mjaskowski nicht mehr direkt die Erlebnisse des Krieges, auch wenn diese seine Persönlichkeit und seine Musik nachhaltig beeinflusst hatten. Vielmehr widmete er sich der Verarbeitung der Oktoberrevolution und der damit verbundenen Leiden des russischen Volkes. Anfang 1921 waren die Skizzen der Sinfonie größtenteils fertig, aber Mjaskowski war nicht zufrieden mit seiner Arbeit und legte die Sinfonie zunächst beiseite, um sich der Überarbeitung der ersten Sinfonie und Skizzen für eine siebte Sinfonie zu widmen. Zu diesem Zeitpunkt erreichte ihn die Nachricht eines weiteren persönlichen Schicksalsschlags: Seine Tante Jelikonida Konstantinowna, die nach dem frühen Tod seiner Mutter diese praktisch ersetzt hatte, war in den schweren Tagen der Hungersnot in Sankt Petersburg gestorben. Diese Nachricht löste auf der einen Seite große Bestürzung bei Mjaskowski aus, auf der anderen Seite schrieb er am 30. Dezember 1921, als er zur Beerdigung in Sankt Petersburg weilte: „Nachts, in der eiskalten Wohnung, kamen mir die Klangbilder für die Mittelsätze der 6. Sinfonie in den Sinn“.

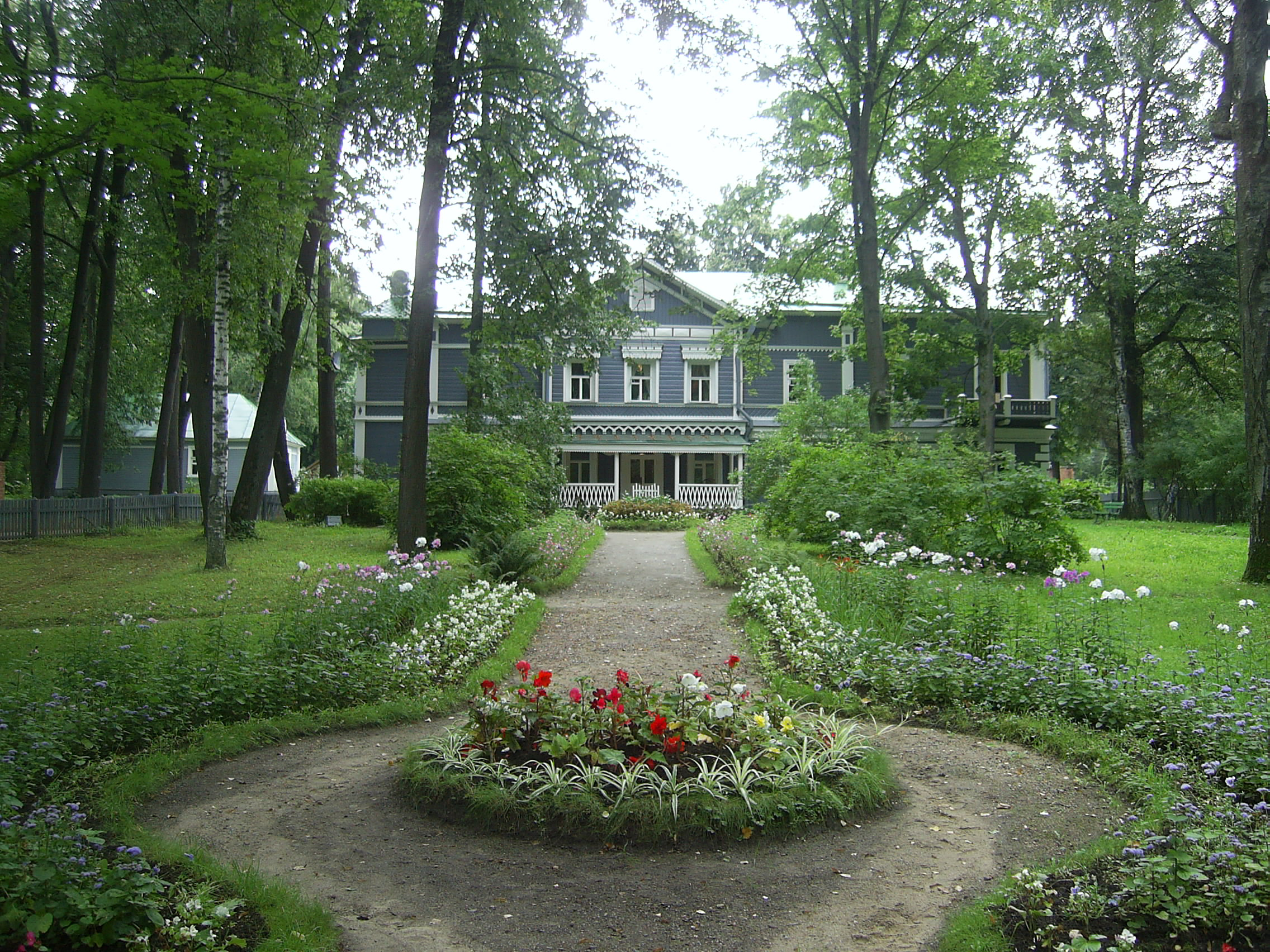
Tschaikowski-Museum in Klin

Die Instrumentierung der Sinfonie nahm Mjaskowski im Sommer 1922 vor, als er sich zusammen mit Pawel Lamm, einem Pianisten und Direktor des Musiksektors des Staatsverlags, und dessen Familie in Klin aufhielt. Der Direktor des Tschaikowski-Museums hatte die Musiker zu diesem Ort eingeladen, an dem Tschaikowski ebenfalls seine 6. Sinfonie komponiert hatte. Die Pathétique hatte Mjaskowski als 13-Jähriger das erste Mal gehört, daraufhin war in ihm der Entschluss gereift, selbst Musiker zu werden. Ein weiterer Einfluss auf das Werk war das Drama Les Aubes von Émile Verhaeren, das Mjaskowski in Moskau gelesen hatte, sowie Mjaskowskis Faszination für das Thema Tod, die sich auch in der Verwendung des Dies irae widerspiegelt.
Mit der Verwendung der französischen Revolutionslieder erfüllte Mjaskowski eine Forderung nach Massenliedern, die in der noch jungen Sowjetunion sowohl von Seiten der Partei, als auch vom einfachen Volk an die zeitgenössischen Musiker gestellt worden war. Die radikale Einstellung, man solle das Erbe der Klassiker vergessen und ablehnen, teilte Mjaskowski aber nicht. Noch vor der Uraufführung trat Mjaskowski der neu gegründeten ASM (Assoziation für zeitgenössische Musik) bei, dem Gegenpol zum RAPM (Russischer Verband der proletarischen Musiker). Dadurch änderte sich seine Einstellung zur modernen Musik und sein eigener Stil. Erste Zeichen zeigen sich schon in der sechsten Sinfonie, auch wenn hier noch deutliche Einflüsse der russischen Klassiker wie beispielsweise die Verwendung von Motiven aus Boris Godunow zu sehen sind. In der Folgezeit wurden Mjaskowskis Werke immer atonaler und „sperriger“, bevor er um 1932 wieder auf die Forderungen des Sozialistischen Realismus einging.

## Analyse
Die sechste Sinfonie weist einige Neuerungen und Ungewöhnlichkeiten auf. Zunächst ist sie das mit Abstand größtangelegte und längste Werk des Komponisten und eines der gewaltigsten Werke der sowjetischen Sinfonik überhaupt. Die Aufführungsdauer ist mit 65 Minuten ungewöhnlich lang, was für Mjaskowski durchaus ein Wagnis darstellte, da das Volk eher nach kurzen und einfachen Werken verlangte. Des Weiteren verwendet Mjaskowski im Finale einen Chor, was zwar seit Beethovens neunter Sinfonie möglich, aber immer noch ungewöhnlich war. Mjaskowski hatte sich vorher nur in seinen Romanzen mit Gesang beschäftigt, der Einsatz eines Chores war ihm gänzlich neu. Die Tonart es-Moll, die traditionell für besonders düstere Werke verwendet wird, ist ebenfalls ungewöhnlich und führte vor allem für die Streicher bei der Uraufführung zu enormen Schwierigkeiten. Unter anderem deshalb arbeitete Mjaskowski die Instrumentierung und einige Passagen nach der Aufführung um. Auch die verwendeten Themen fallen auf: Das Dies irae hatte Mjaskowski schon in der zweiten Klaviersonate benutzt, zusammen mit dem Totengesang „Die Seele hat sich vom Körper gelöst“ bildet es einen starken Kontrast zu den französischen Revolutionsliedern. Die Sinfonie ist auch diejenige, mit der sich der Komponist am längsten beschäftigt hat. Dadurch entstand das vielleicht persönlichste seiner Werke.
Der Gesamtaufbau orientiert sich am klassischen Aufbau der Sinfonie, auch wenn die einzelnen Teile zum Teil formal stark davon abweichen. Mjaskowski vertauscht die Positionen des Scherzos und des langsamen Satzes, der jetzt an dritter Stelle steht. Dieses Verfahren war bei groß angelegten Sinfonien wie beispielsweise denen von Mahler und Bruckner üblich, die Gründe dafür liegen vor allem im Spannungsaufbau. Dies ist bei Mjaskowskis Sinfonie besonders gut zu sehen, das ganze Werk scheint förmlich auf das Finale hinzuzeigen, das Andante appassionato bildet einen letzten Ruhepol. Der letzte Satz ist auch thematisch der interessanteste, die vorangehenden Sätze nehmen an mehreren Stellen Motive voraus.
Die Sinfonie folgt offiziell keinem festgelegten Programm, wie Mjaskowski es beispielsweise für seine sinfonischen Dichtungen geschrieben hatte. Er hatte vermutlich Sorge, dass eine zu eindeutige historische Verknüpfung auf Ablehnung und Zensur stoßen würde. Trotzdem weist die Sinfonie viele Passagen auf, bei denen der Komponist sehr genaue Vorstellungen hatte, was eine „Handlung“ betrifft. Das zeigt sich vor allem im ersten und vierten Satz.

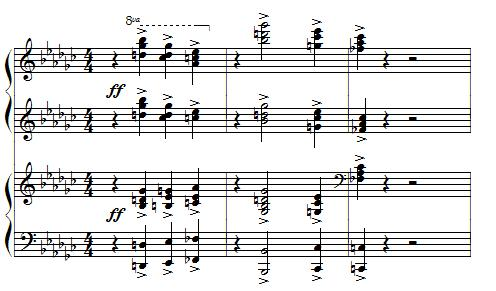
Anfangstakte des ersten Satzes in der Fassung für Klavier zu vier Händen

Der erste Satz beginnt mit sechs tutti-Akkorden im fortissimo, die eine Art Rezitativ darstellen. Laut dem Autor Malcom MacDonald kam Mjaskowski die Idee für diese Einleitung bei einer Versammlung, bei der Nikolai Krylenko rief: „Tod! Tod den Feinden der Revolution!“. Dieser Epigraph-ähnlichen Einleitung folgt ein energisches Sonatenallegro. Das Hauptthema dieses Allegros und das Thema der Einleitung ziehen sich wie ein roter Faden durch das gesamte Stück. Das Allegro besteht aus verschiedenen Ideen, die sich in zwei Themengruppen einteilen lassen: Eine hektische Gruppe in es-Moll und eine lyrische in g-Moll. Das erste Thema der zweiten Gruppe erinnert dabei an Passagen aus Mussorgskis Oper Chowanschtschina, das zweite hat stark romantische Züge. Insgesamt ist diese zweite Themengruppe einer der wenigen Momente von Schönheit, doch die Volkslied-ähnlichen Melodien, vorgetragen vom Horn und einer Solo-Violine, sind voll von innerem Schmerz. Die Überleitungen der Exposition bilden stark chromatische Aufschwünge der Streicher, die sehr an Skrjabin erinnern, und Fanfaren der Bläser. Dieser wie schon in den früheren Sinfonien an Kampfbilder erinnernde Kontrast der Themen wird in der Durchführung durch neu hinzugefügte Elemente und geschickte Verknüpfung der Themen noch verstärkt, wobei die erste Themengruppe immer die Oberhand zu behalten scheint. In der Coda wendet sich die Stimmung nach Es-Dur und es entsteht eine merkwürdige, dem vorherigen Charakter völlig fremde Stimmung, die sich aber in düsteren Streicher-Tremoli wieder verliert.
Der zweite Satz ist das Scherzo und mit Presto tenebroso bezeichnet, was wörtlich übersetzt sehr schnell und finster bedeutet. Mit dieser Bezeichnung deutet sich die Stimmung des Satzes schon an, der Kampf des ersten Satzes wird hier fortgeführt. Die äußere Form ist A-B-A, wobei die A-Teile geprägt sind von bedrohlichen, unruhigen Bassbewegungen, über denen peitschende Dissonanzen erklingen. Diese Stimmung wird gelegentlich durch ein marschartiges Thema unterbrochen, insgesamt behält dieser Teil aber den Charakter, den Puschkin schon in seinem Gedicht Der Teufel geschaffen hatte: Ein eisiges Bild, das die Seele erstarren lässt. Das Trio bringt erstmals in der Sinfonie das Dies irae-Thema, auch wenn es zunächst schwer zu erkennen ist. Die mit Dämpfer gespielten Violinen bilden einen Klangteppich, über dem leise und etwas sphärisch Klänge der Celesta erklingen. Das stark abgewandelte Thema der katholischen Totenmesse ist ein Zitat aus Mussorgskis Boris Godunow und stellt die erste deutliche motivische Vorausnahme des vierten Satzes dar. Die Wiederholung des A-Teils fällt intensiver aus, bevor sie kollabiert und in einem Stretto gipfelt.

Melodie und erste Strophe der Carmagnole

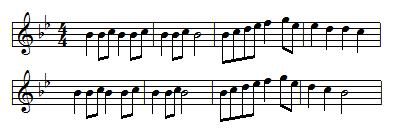
Vertonung von Ça ira im vierten Satz, Taktart und daraus resultierender Rhythmus können vom Original abweichen

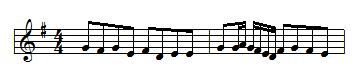
Anfang des Dies irae

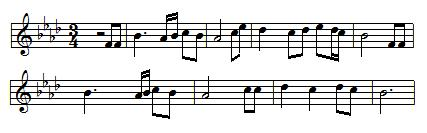
Vertonung von Die Seele hat sich vom Körper gelöst im vierten Satz, Taktart und daraus resultierender Rhythmus können vom Original abweichen

Im dritten Satz wird zunächst eine äußerst nachdenkliche Stimmung geschaffen. Er beginnt mit einer langsamen, schwerfälligen aufsteigenden Linie der Bässe, danach erscheint das klare Hauptthema. Diese Stimmung wird stellenweise von Tutti-Akkorden und Fanfaren des ersten Satzes unterbrochen. Zweimal erscheint das Dies irae-Thema des zweiten Satzes, hier in einer etwas beschleunigten Variante. Die Spannung scheint sich vor dem Finale noch einmal zu beruhigen, auch wenn das Dies irae als Drohung über dem Satz schwebt. Den Abschluss des Satzes bildet ein Teil in B-Dur, der den Kampf der vorangegangenen Sätze beendet und Frieden verheißt. Welches der beiden Themen diesen Kampf gewonnen hat, bleibt offen.
Der vierte Satz ist der eigentliche musikalische Höhepunkt des Stückes, auf den alle anderen Sätze hinzielen. Er beginnt völlig überraschend jubelnd und fröhlich mit den beiden französischen Revolutionsliedern Carmagnole und Ça ira, die auch zu Beginn des 20. Jahrhunderts noch in Paris gesungen wurden. Die Carmagnole steht in Es-Dur, danach wird das Ça ira zunächst in Moll von den Blechbläsern intoniert, bevor es in B-Dur im ganzen Orchester erklingt. Doch die Stimmung hält nicht lange an und der Wechsel nach c-Moll und eine weitere Dies irae-Version bringen die düstere Realität zurück. Nach einigen Seufzern des Orchesters spielt die Klarinette ein traurig-andächtiges Thema: Den Totengesang Die Seele hat sich vom Körper gelöst (Auch Trennung der Seele vom Körper oder Von der Trennung der Seele vom Körper) aus der russisch-orthodoxen Aussegnung. Nach einer wehrhaften Unruhe im Orchester werden wieder die Revolutionslieder gespielt, diesmal wirken sie aber gezwungen, fast parodistisch. Die Anfangsstimmung kann nicht mehr erreicht werden und die Themen enden in Klageschreien, in die auch der Chor erstmals miteinstimmt. Die Nervosität schwindet langsam und der Chor singt den Totengesang. Der verwendete lateinische Text stammt von W. I. Sokolow und lautet:
| O, quid vidimus?     | Was haben wir gesehen?            |
| Mirum prodigium,     | Wunder über Wunder,               |
| et portentum bonum,  | Wunder über Wunder,               |
| corpus mortuum.      | einen toten Körper.               |
| Quod abs te, anima,  | Und wie die Seele                 |
| quod relinquebatur,  | sich vom Körper trennte,          |
| quod relinquebatur,  | sich trennte                      |
| et deserebatur.      | und Abschied nahm.                |
| Tibi, anima, ad Dei  | Und wie du, Seele,                |
| judicium est eundum, | vor Gottes Gericht treten musst   |
| o corpus             | und du, Körper,                   |
| in humum humidum.    | in die feuchte Mutter Erde gehst. |

(Übersetzung: Ulrike Patow; in manchen Versionen wird auch der russische Text benutzt)
Das Gebet, das die Toten begleiten und um Befreiung von allen Sünden bitten soll, verklingt und es erscheint noch einmal das Thema des Andante. Die Sinfonie verklingt mit hohen Es-Dur-Klängen und erst jetzt hat sie endgültig ihren Frieden gefunden. Insgesamt ist dieses Werk als Mahnung und Gedenken zu verstehen: Mahnung, um welchen Preis der vermeintliche Sieg errungen wurde und Gedenken an die Toten des Krieges und der Revolution.

## Rezeption und Kritik

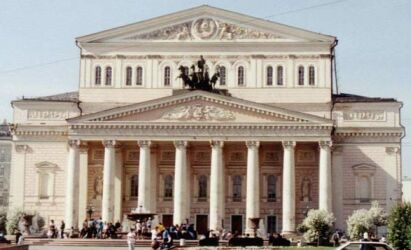
Bolschoi-Theater, Ort der Uraufführung am 4. Mai 1924

Die sechste Sinfonie war von Anfang an ein großer Erfolg und wird oft als Mjaskowskis „Meisterwerk“ bezeichnet. W. M. Beljajew, ein befreundeter Musiker des Komponisten, beschrieb in einem Brief die Uraufführung folgendermaßen: „...Der Erfolg dieser Sinfonie bei den Hörern war geradezu überwältigend. Fast eine Viertelstunde lang bemühte sich das Publikum vergeblich, den Komponisten, der sich zurückgezogen hatte, herauszurufen, bis es endlich sein Ziel erreichte und Mjaskowski sich zeigte. Insgesamt mußte er siebenmal auf die Bühne, wo man ihm einen großen Lorbeerkranz überreichte. Einigen namhaften Musikern kamen die Tränen, und andere erklärten, daß nach Tschaikowskis 6. Sinfonie die 6. Sinfonie Mjaskowskis die erste sei, die einer solchen Bezeichnung wirklich würdig ist...“. Mjaskowski selbst schrieb an Prokofjew, die Sinfonie habe einen „erschütternden“ Eindruck gemacht und sie habe „eine gewisse innere Überzeugungskraft und sogar einen effektvollen Charakter [...] Man hält sie für mein bestes Werk...“. Der selbstkritische Komponist hatte aber auch Mängel festgestellt und arbeitete diese und die bereits fertiggestellte siebte Sinfonie auf Grund der Eindrücke der Aufführung um. Diese Arbeiten waren kurz darauf abgeschlossen und die Partitur konnte gedruckt werden.

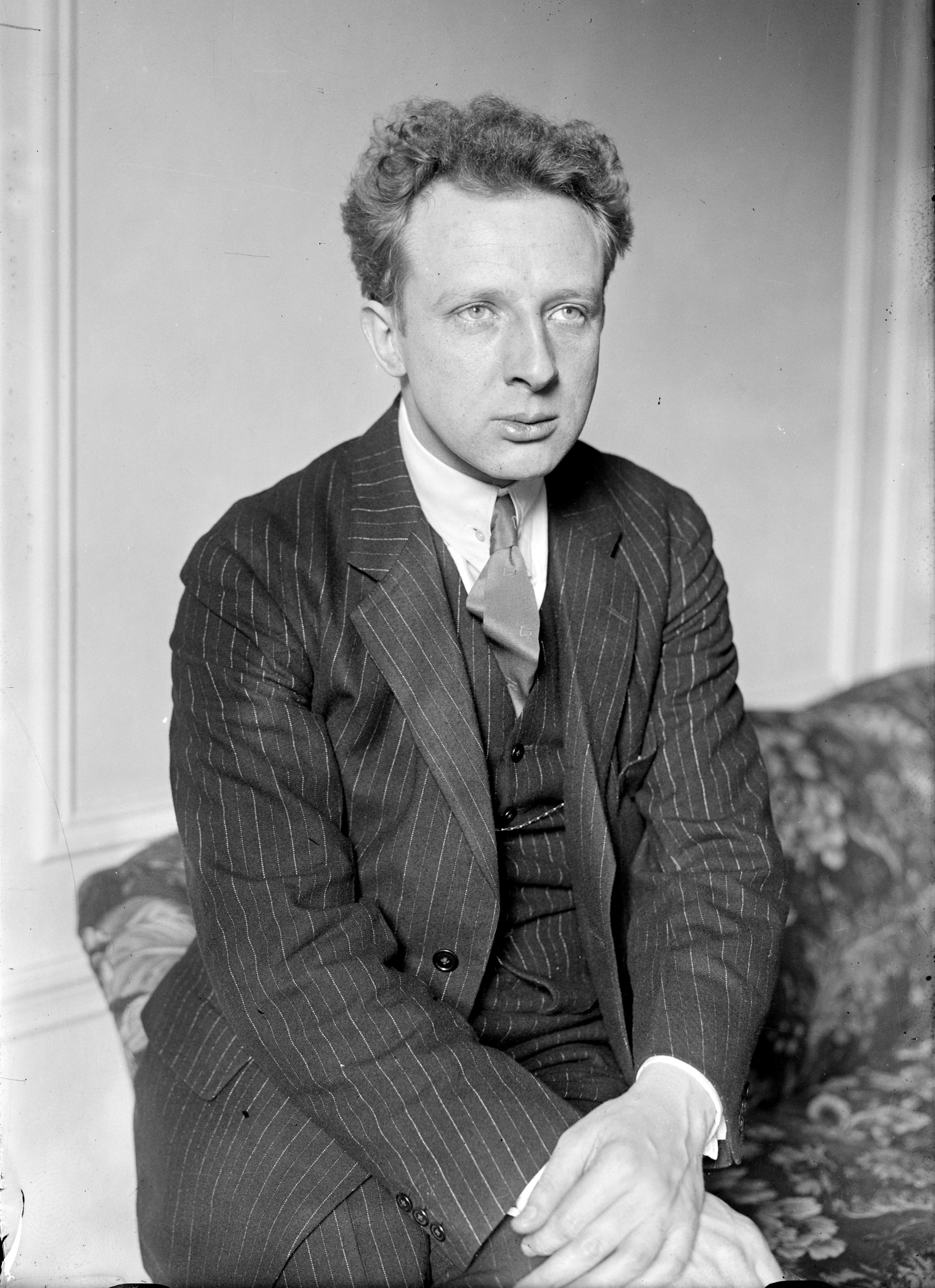
Leopold Stokowski, Dirigent der amerikanischen Erstaufführung 1926

Die Sinfonie wurde wegen des Papiermangels nicht in Russland, sondern in Wien beim Universal-Verlag herausgegeben. Der Verlag bot daraufhin an, auch alle anderen Werke Mjaskowskis zu drucken. Erst 1948 wurde das Werk nach einer Überarbeitung Mjaskowskis im Musikalischen Staatsverlag (MUSGIS) veröffentlicht.
Am 24. Januar 1926 dirigierte Saradschew eine Aufführung in Prag und am 1. März eine in Wien. Die Konzerte wurden ein sehr großer Erfolg beim tschechischen und österreichischem Publikum. Im November 1926 fand die amerikanische Erstaufführung unter der Leitung von Leopold Stokowski statt. In Russland war das Werk jedoch lange Zeit nicht zu hören, da ihm vorgeworfen wurde, es weise im Umgang mit der Oktoberrevolution zu wenig Optimismus auf. Das unausgesprochene Aufführungsverbot wurde erst mit Stalins Tod aufgehoben. Mjaskowski bewertete die Sinfonie später negativ, er sprach sogar davon, die Zählung seiner Sinfonien mit der siebten neu zu beginnen. Die Autorin Maya Pritsker bezweifelt aber, dass diese Bewertung aufrichtig ist; eine Schutzbehauptung auf Grund der politischen Brisanz der Sinfonie hält sie für wahrscheinlicher. Dafür spricht auch ein späterer Kommentar Mjaskowskis: „... Die Erregung, die zur Schaffung dieser Sinfonie führte, und das Fieber, das mich beim Komponieren packte, machen mir dieses Werk auch heute noch teuer.“
Prokofjews spätere 6. Sinfonie steht ebenfalls in es-Moll und weist auch sonst einige Parallelen zu dem Werk auf. So verarbeitet Prokofjew den Zweiten Weltkrieg musikalisch ähnlich wie Mjaskowski den Bürgerkrieg. Heute ist die Sinfonie das einzige Werk Mjaskowskis neben dem Cellokonzert, das regelmäßig gespielt wird. Es ist auch die Sinfonie, von der die meisten Aufnahmen existieren, auch wenn manche Einspielungen wie die Gesamtaufnahme von Swetlanow auf den Einsatz eines Chores verzichten.

## Historische Einordnung

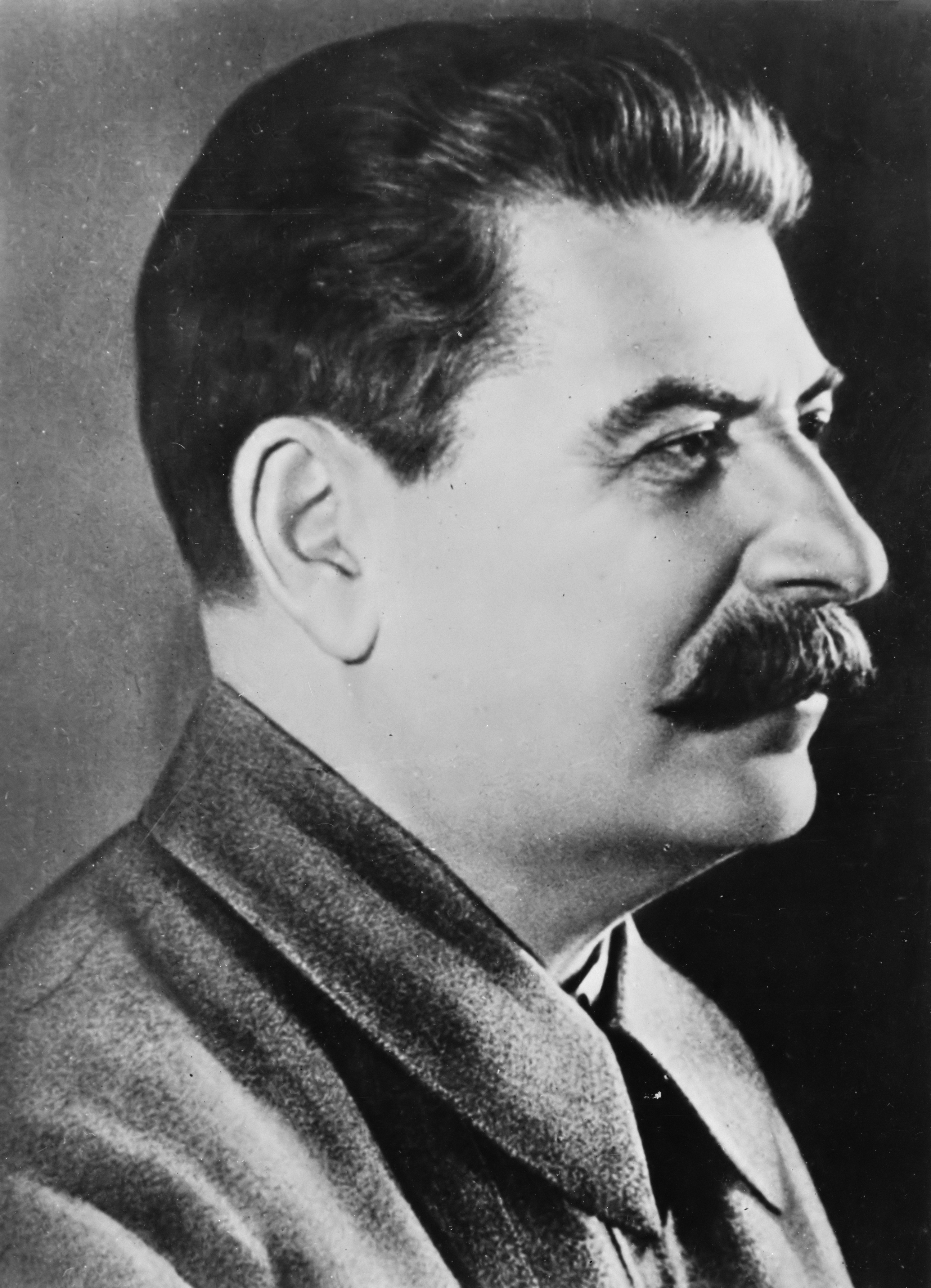
Unter Stalin war die 6. Sinfonie mit einem unausgesprochenen Aufführungsverbot belegt

Wie schon oben erwähnt verarbeitet Mjaskowski in der Sinfonie die Erlebnisse der Oktoberrevolution, die Frage nach seiner persönlichen Haltung bleibt aber offen, auch deshalb, weil die von sowjetischer Propaganda geprägte Quellenlage eine objektive Beurteilung kaum zulässt. Für eine kritische Beurteilung der Ereignisse spricht die Tatsache, dass das Werk unter Stalin mit einem unausgesprochenen Aufführungsverbot belegt war. Ein anderes Argument ist die Anordnung der Themen des letzten Satzes: Es erscheinen zuerst die Revolutionslieder, bevor mit dem Dies irae und dem Totengesang eine Stimmung der Andacht und der Mahnung geschaffen wird. Ein weiterer Hinweis ist, dass Mjaskowski von seinem ursprünglichen Plan abkam, eine Sinfonie über die Entstehung des Lebens zu schreiben und sich stattdessen mit dem Thema Tod auseinandersetzte. Auf der anderen Seite war Mjaskowski als konservativ und traditionell bekannt, wie viele Soldaten des Ersten Weltkriegs legte er ein hohes Maß an Patriotismus an den Tag. Durch die direkten Erfahrungen an der Front und später im Bürgerkrieg in Sankt Petersburg ist es wahrscheinlich, dass Mjaskowskis Sichtweise der Dinge eine realistische und volksnahe war und dadurch lediglich mit der Verherrlichung des Regimes in Konflikt stand. Aus Mjaskowskis Tagebucheinträgen ist bekannt, dass er später die Stalin-Ära mit „Scham und Entsetzen“ beobachtet hatte, ob dies für ihn damals schon absehbar war, kann nicht beantwortet werden.
Eine weitere Frage, die sich stellt ist, ob Mjaskowski mit dem Werk bewusst provozieren wollte. Die Verwendung eines Gebets wenige Jahre nach der Trennung von Religion und Staat in Russland war sehr gewagt und es überrascht, dass das Werk in dieser Form überhaupt aufgeführt werden durfte. Durch die begeisterte Aufnahme bei den ersten Aufführungen und die Tatsache, dass der Komponist im Laufe seines Lebens immer versucht hatte, seinen Musikstil den jeweiligen Vorgaben anzupassen, konnte er sich diese Vorgehensweise wohl „erlauben“. So hatte er vor dem Ersten Weltkrieg Musik in der Tradition von Rimski-Korsakow, Ljadow und Glasunow geschrieben, nach dem Krieg seinen Stil modernisiert und ihn damit den Ansichten der ASM angepasst. Ab 1932 passte Mjaskowski seinen Stil den Forderungen des Sozialistischen Realismus an. Seine musikalische Gratwanderung führte trotz aller Anpassung dazu, dass er 1948 zusammen mit Prokofjew und Schostakowitsch zu den Komponisten zählte, die in der sogenannten „Formalismus-Debatte“ am stärksten kritisiert wurden. Im Gegensatz zu den anderen genannten machte Mjaskowski aber kein öffentliches Schuldeingeständnis, was wieder seine Position als Instanz am Konservatorium und als „musikalisches Gewissen Moskaus“ unterstreicht, die er sich durch Werke wie diese Sinfonie erarbeitet hatte.